# Ralph O'Brien
Ralph E. O'Brien (Henshaw, 8 aprile 1928 – Clearwater Beach, 22 agosto 2018) è stato un cestista statunitense, professionista nella NPBL e nella NBA.

## Carriera
Venne selezionato dagli Indianapolis Olympians al sesto giro del Draft NBA 1950 (66ª scelta assoluta).

## Palmarès
- All-NPBL First Team (1951)